# Olivine Falls
Die Olivine Falls sind ein Wasserfall im Fiordland-Nationalpark auf der Südinsel Neuseelands. Er liegt im Lauf des Olivine River, der einige hundert Meter hinter dem Wasserfall in vorwiegend westlicher Fließrichtung in den Pyke River mündet. Seine Fallhöhe beträgt rund 71 Meter.
Der Wasserfall liegt an der 60 km langen Pyke – Big Bay Route, einem Wanderweg, der zunächst dem Hollyford Track, dann dem Verlauf des Pyke River folgt und schließlich nach Westen zur Big Bay abbiegt. Der Wasserfall befindet sich in der Nähe der Olivine Hut, Ziel der zweiten Tagesetappe.